# 城 (行政區劃)
城（越南语：／）是越南西山朝和阮朝初期的超級行政區劃單位。

## 歷史
阮惠推翻後黎朝後，控制南起和義府、北至諒山鎮的廣大國土。阮惠將國都設置在阮主舊都富春京，直接控制𤅷江以南阮主領土，而在後黎朝國都昇龍奉天府設置北城，任命宗室官員管理𤅷江以北鄭主領土。
嘉隆元年（1802年），阮福映推翻西山朝，建立阮朝，保留北城建制，但將橫山以南、𤅷江以北的清華鎮和乂安鎮劃入直轄領土。
嘉隆七年（1808年），嘉定鎮改制為嘉定城，任命重臣管理南部地區。
明命年間，悅郡公黎文悅和質郡公黎宗質分別擔任嘉定城和北城總鎮，掌控南北二圻軍政大事，威脅到了明命帝的皇權。於是，明命帝在更定行政區劃時，趁機取消了北城和嘉定城兩個超級行政區劃單位。
明命十二年（1831年），明命帝將承天府以北諸鎮改制為省，並取消北城建制。次年（1832年），承天府以南諸鎮改制為省，並取消嘉定城建制。
明命十五年（1834年），明命帝派大將張明講控制高綿，並在高綿設置鎮西城，管轄高綿全境33府2縣。明命二十一年（1840年），又取消高綿國號，將高綿全境改土歸流，設置為10府23縣，劃歸鎮西城管轄。但是高綿人不願接受越南人統治，不斷反抗越南官吏，襲擊越南軍隊。紹治年間，阮朝不堪高綿人反抗，遂廢棄鎮西城諸府縣。

## 轄境
- 北城：西山朝時轄13鎮，阮朝時改為11鎮。
- 嘉定城：下轄5鎮。
- 鎮西城：下轄10府。